# کلک (مجله)
مجلهٔ فرهنگی ادبی هنری کِلْک، معروف به کِلْک، مجلهٔ فرهنگی و هنری بود که بین سال‌های ۱۳۶۹ و ۱۳۸۴ به‌صورت ماهنامه در تهران منتشر می‌شد و در آن مقالات و نقدها و خبرهای مربوط به ادبیات و هنر ایران و جهان منتشر می‌شد. صاحب‌امتیاز و مدیرمسئول کلک، کسری حاج‌سیدجوادی، و سردبیر آن تا شمارهٔ ۹۴ علی دهباشی بود. این مجله در میان خاورشناسان به شهرتی همپای مجلات سخن و راهنمای کتاب رسید.
پس از دهباشی، محمدجواد خردمند سردبیریِ کلک را به عهده گرفت.
بهرام بیضایی، محمدابراهیم باستانی پاریزی، داریوش آشوری، ایرج پارسی‌نژاد، احمد کامیابی مسک، بهزاد قادری سهی، فرشید دلشاد، محمدباقر کلاهی اهری، مهرداد بهار و احمد تفضلی از نویسندگانی هستند که در کلک قلم زده‌اند.